# Q Киля
О звезде q Киля см. V337 Киля

Q Киля (Q Car) — звезда в созвездии Киля, оранжевый гигант спектрального класса К с видимым блеском в +4,93. Удалён от Земли на 394 световых года.